# Pueblo Nuevo, Santa María Chilchotla
Pueblo Nuevo är en ort i Mexiko.   Den ligger i kommunen Santa María Chilchotla och delstaten Oaxaca, i den sydöstra delen av landet, 280 km sydost om huvudstaden Mexico City. Pueblo Nuevo ligger 1 143 meter över havet och antalet invånare är 105.
Terrängen runt Pueblo Nuevo är bergig åt nordväst, men åt sydost är den kuperad. Runt Pueblo Nuevo är det ganska tätbefolkat, med 139 invånare per kvadratkilometer. Närmaste större samhälle är Huautla de Jiménez, 18,8 km sydväst om Pueblo Nuevo. I omgivningarna runt Pueblo Nuevo växer i huvudsak städsegrön lövskog.